# Tehnološka promjena
Tehnološka promjena je termin koji se koristi za opisivanje sveukupnog procesa invencije, inovacije i difuzije tehnologije ili procesa. Termin je redundantan s tehnološkim razvojem, tehnološkim postignućem i tehnološkim napretkom. Tehnološka promjena u biti je invencija tehnologije (ili procesa), kontinuirani proces usavršavanja tehnologije (kojim ona često postaje jeftinija), te njezine difuzije unutar industrije ili društva. U svojim ranim danima tehnološka promjena ilustrirala se linearnim modelom inovacije koji se danas uglavnom odbacuje i zamjenjuje modelom tehnološke promjene koji uključuje sve stupnjeve istraživanja, razvoja, difuzije i uporabe.

## Modeliranje tehnološke promjene
Kada se govori o "modeliranju tehnološke promjene" često se spominje proces inovacije. Ovaj proces kontinuiranog poboljšavanja često je modeliran krivuljom koja oslikava padajuće troškove tijekom vremena (primjerice, gorive ćelije koje postaju jeftinije svake godine).
- TP često je modeliran upotrebom krivulje učenja, npr. Ct=C0 * Xt^-b
- TP često je sam uključen u druge modele (primjerice modele klimatskih promjena), a često se uzima kao egzogeni faktor. Ovih dana TP je često uključen kao endogeni faktor. To znači da je uzet u obzir kao nešto na što se može utjecati. Općenito se prihvaća kako politika može utjecati na brzinu i smjer TP-a (primjerice prema čistim tehnologijama). To se naziva inducirana tehnološka promjena.

## Invencija
Stvaranje čega novoga. Proboj tehnologije. Primjerice invencija automobila 1894. godine.

## Inovacija
Kontinuirani proces poboljšavanja kako kvalitete tako i snižavanja cijene. Od invencije automobila zbile su se mnoge inovacije. Među njima je i usavršena produkcija i osoblje.

## Difuzija
Širenje tehnologije u društvu ili industriji. Difuzija tehnologije generalno slijedi krivulju u obliku slova S pošto je rana verzija tehnologije većinom neuspješna nakon čega slijedi period uspješne inovacije s visokim razinama usvajanja te konačno opadanje usvajanja kako tehnologija doseže svoj maksimalni potencijal na tržištu.

## Tehnološka promjena kao društveni proces
Podupiranje ideje tehnološke promjene kao društvenog procesa predstavlja opći sporazum o važnosti društvenog konteksta i komunikacije. Prema tom modelu na tehnološku se promjenu gleda kao na društveni proces koji uključuje proizvođače, usvojitelje i ostale (poput vlasti) koji su pod dubokim utjecajem kulturnih odrednica, političkih institucija i marketinških strategija.

### Elementi difuzije
U procesu tehnološke promjene ističu se četiri ključna elementa: (1) inovativna tehnologija (2) koja komunicira kroz određene kanale (3) s članovima društvenog sustava (4) koji je usvajaju tijekom određenog vremenskog perioda. Ovi elementi proizlaze iz teorije difuzije inovacija Everetta M. Rogersa koji koristi komunikacijski pristup.

#### Inovacija
Rogers predlaže postojanje pet glavnih atributa inovativnih tehnologija koji utječu na prihvaćanje. To su relativna prednost, kompatibilnost, kompleksnost, isprobljivost i opservabilnost. Relativna prednost može biti ekonomska ili neekonomska, i prikazuje stupanj do kojeg se inovacija smatra superiornijom prethodnim inovacijama koje ispunjavaju iste potrebe. U pozitivnom je odnosu s prihvaćanjem (tj. što je relativna prednost viša, viša je i razina prihvaćenosti, i obratno). Kompatibilnost je stupanj do kojeg je inovacija konzistentna postojećim vrijednostima, prošlim iskustvima, navikama i potrebama potencijalnog usvojitelja; niska razina kompatibilnosti usporit će prihvaćanje. Kompleksnost je stupanj do kojeg je inovacija teško razumjeti i upotrijebiti; što je inovacija kompleksnija, to je njeno prihvaćanje sporije. Isprobljivost je percipirani stupanj do kojeg se inovacija ispituje na ograničenoj osnovi, te je u pozitivnom odnosu s prihvaćanjem. Isprobljivost može ubrzati prihvaćanje jer ispitivanje u malom opsegu reducira rizik. Opervabilnost je percipirani stupanj do kojeg su rezultati inovacije vidljivi ostalima i u pozitivnom je odnosu s prihvaćanjem.

#### Komunikacijski kanali
Komunikacijski kanali su sredstva kojima izvor prenosi poruku primatelju. Informacija se može razmijeniti kroz dva fundamentalno različita, ali komplementarna kanala komunikacije. Svjesnost se obično stječe kroz masovne medije, dok redukcija nesigurnosti koja vodi prihvaćanju uglavnom nastaje neposrednom komunikacijom s drugim osobama.

#### Društveni sustav
Društveni sustav osigurava sredstvo kojim se inovacije usvajaju i granice unutar kojih se inovacije usvajaju. Struktura društvenog sustava utječe na tehnološku promjenu na nekoliko načina. Društvene norme, predvodnici mišljenja, agenti promjene, vlast i posljedice inovacija predstavljaju čimbenike koji utječu na tehnološku promjenu. U to su uključeni i kulturne odrednice, priroda političkih institucija, zakoni, političke i administrativne strukture.

#### Vrijeme
Vrijeme utječe na proces prihvaćanja na nekoliko načina. Dimenzija vremena povezana je s inventivnošću pojedinca ili drugog usvojitelja što predstavlja relativno ranjenje ili kašnjenje u usvajanju inovacije.

### Faktori
Termin gotovo mitologiziran u tehnologiji odnosi se na to kako tehnologija započinje i stvara elitu od skupine koja je stvorila novu tehnologiju. Fokusirajući se na njezin proces dokazan je MacKenziejev i Wajcmanov argument "socijalne determinacije tehnologije" (Green, 2001, str. 1-20) koji govori o socijalnim faktorima koji ostvaruju i održavaju tehnološku promjenu. Postoje četiri faktora koji motiviraju tehnološku inovaciju: intelektualna agenda, ekonomska, politička i postojeća infrastruktura (Green, 2001, str. 1-20).

#### Elita
Elita je ona koja posjeduje intelektualnu agendu (Green, 2001, str. 1-20) i čini tehnološku promjenu mogućom. Međutim ona ne može razdijeliti svoje znanje. Znanje je neutralno jer je "društveno vezano znanje" (Green, 2001, str. 1-20). Elite mogu stvarati novu tehnologiju jer imaju mogućnost fizičkog pristupa i mogu si ga priuštiti. Obje procedure podupiru privilegiju znanja unutar društvenog konteksta. Štoviše, za prevladavanje nove tehnologije u društvenom kontekstu, jednako su potrebne avangarde koje stječu znanje što ih čini sposobnima za manipulaciju novom tehnologijom. Kako je znanje, koje igra ulogu potisnika u tehnologiji, dodijeljeno ograničenoj populaciji u periodu tehnološkog eksperimentiranja, ono dokazuje kako tehnologija nije neutralna.

#### Korporacija
Korporacije, koje su pokretane ekonomskom vrijednošću, doprinose tehnologiji i jednako tako ona doprinosi njima. Za nastavak eksperimentiranja elite potrebna je financijska podrška, pa se u većini slučajeva radi o korporacijskom kapitaliziranju. Korporacija također želi investirati u invenciju jer iz nje proizlazi potencijalno velik komercijalni benefit. U tom slučaju implicira se kako socijalni faktori determiniraju tehnologiju jer se tehnološki napredak ne može odvojiti od ekonomske podrške, a jednako tako sami stvaraju ekonomsku vrijednost.

#### Vlast
U pružanju stabilnog okruženja za tehnološki napredak ključnu ulogu igra birokracija. Ona pokazuje svoju moć i donosi zakone kako bi osigurala da investiranje prikladno funkcionira, poput autorskog prava. Bez sigurnih društvenih okolnosti metodologiju elite mogli bi ukrasti drugi (Green, 2001, str. 1-20) što bi sprječilo prikladno funkcioniranje invencije u takvom kaosu.

#### Globalizacija kao makrosocijalni kontekst
Globalizacijski trend ostvaren je tehnološkim napretkom koji ga jednako tako povratno motivira. Drugim riječima, globalna društvena promjena sve je više uzrok i učinak tehnološkog napretka (Green, 2001, str. 1-20). Trgovci koriste visoku tehnologiju poput elektroničkog poslovanja za pokretanje prekomorskog poslovanja, pa ona ne samo da povećava njihova tržišta, već i omogućuje da brže dovrše poslovnu trgovinu. U drugu ruku, korištenje visoke tehnologije ostvaruje globalnu društvenu promjenu, a komunikacijski pristup čini prikladnijim. Postoji drugi način kako postojeća infrustracija implementira tehnološki napredak. Javni interes može stimulirati tehnološki razvoj (Danna, 2007). Primjerice, feministi su osmislili satelit kako bi doveli u pitanje društveni obrazac maskulitetne dominacije i pomoću kojeg su uspostavili svoje uloge kao rani komunikacijski usvojitelji (Danna, 2007, str. 87-110). Prije feminističkog pokreta žene su pogled usmjeravale prema dolje te su svojim doprinosom izazivale nejednak društveni obrazac.

#### Primjer
Primjer koji elaborira kako ova četiri faktora djeluju u procesu tehnološkog napretka jest Edisonova invencija žarulje (Green, 2001, str. 1-20). Edisonova električna energija i sustav rasvjete postignut je zbog njegove inspiracije. Kroz intelektualnu agendu (Green, 2001, str. 1-20) on je publicirao mitologiju koja je imala za cilj osnivanje od korporacije bez koje istraživački laboratoriji ne bi mogli nastaviti raditi. Korporacija je otkupila njegovu ideju zbog njezine potencijalne komercijalne dobiti. Kako je njegov izum žarulje oslobodio napredak čovjeka (ljudi su tada mogli raditi ne samo tijekom dana, već i tijekom noći), on je neizbježno prevladao i u inozemstvu te potaknuo daljnju globalnu društvenu promjenu.

## Ekonomija
Tehnološka promjena je termin koji se u ekonomiji koristi za opisivanje promjene u skupu izvedivih mogućnosti proizvodnje.
Neutralna tehnološka promjena označava ponašanje tehnološke promjene na modelima. Tehnološka inovacija je Hicks-neutralna (prema Johnu Hicksu (1932)) ako omjer marginalnog produkta kapitala prema marginalnom produktu rada ostaje nepromijenjen za dani omjer kapitala i rada. Tehnološka promjena je Harrod-neutralna (prema Hicksu) ako tehnologija povećava rad (tj. pomaže radu); a Solow-neutralna je ako tehnologija povećava kapital (tj. pomaže kapitalu).
Sinonimni izraz difuzija inovacija koristi se često u poslovanju i marketingu.